# Gerardus Wittems Kloosterbier Dubbel
Gerardus Wittems Kloosterbier Dubbel is een Nederlands bier van het type dubbel. Het bier wordt gebrouwen bij de Gulpener Bierbrouwerij te Gulpen. Het is een bruinrood helder bovengistend bier met een alcoholpercentage van 7%.

## Oorsprong
Gerardus Wittems Kloosterbier wordt gebrouwen voor het redemptoristenklooster te Wittem, dat overigens tot 1952 zelf een brouwerij had. Het klooster is een bedevaartsoord voor St. Gerardus Majella. De baten van dit speciaalbier komen deels ten goede aan de instandhouding van de historische bedevaartskerk.
Het bier wordt door de Gulpener Bierbrouwerij sinds het jaar 2000 gebrouwen.

## Prijzen
- World Beer Cup 2014 - zilveren medaille in de categorie Belgian-Style Dubbel